# Ficus nishimurae
Ficus nishimurae là một loài thực vật có hoa trong họ Moraceae. Loài này được Koidz. mô tả khoa học đầu tiên năm 1918.